# Generació del 98
La Generació del 98 (en castellà, Generación del 98) és el nom amb què s'ha reunit tradicionalment un grup d'escriptors, assagistes i poetes espanyols que es van veure profundament afectats per la crisi moral, política i social desencadenada a Espanya per la derrota militar a la guerra hispano-estatunidenca (1898) i la consegüent pèrdua de Puerto Rico, Guam, Cuba i Filipines el 1898. Tots els autors i grans poetes englobats en aquesta generació neixen entre 1864 i 1876.
Els membres d'aquesta generació mantingueren una forta unitat intel·lectual, oposada a la Restauració borbònica, revividora de mites literaris espanyols, i trencadora amb els esquemes clàssics dels gèneres literaris. Varen recuperar mots perduts i sempre feien referència a l'antic Regne de Castella, amb molts d'ells donant suport a idees regionalistes.
El concepte de Generació del 98 amb el pas del temps i arran de la seva consolidació com a categoria crítica, apareixerà com un concepte oposat a la idea de Modernisme (nascut també a finals del s. XIX), i amb el que fins llavors havia coexistit, fins al punt d'establir diferències entre els dos moviments, i amb la separació d'escriptors.
Tots dos són moviments literaris que coincideixen en tenir una percepció insatisfactòria del moment històric en el qual viuen. Però mentre els modernistes cerquen l'evasió de la realitat, els de la Generació del 98 tracten temes de l'actualitat espanyola. També trobam diferències pel que fa a la temàtica i a l'estil. El gènere literari més utilitzat i important és la poesia.

## El concepte de Generació del 98
Entorn del concepte de Generació del 98, hi ha punts de vista oposats. Trobem el grup de crítics que recolzen l'existència d'aquest moviment, i el grup que pensa que el concepte de Generació del 98 és una invenció, al mateix temps que no es pot negar que és un concepte fortament arrelat dins el panorama literari.

#### Segons Azorín
En 1913 Azorín fa un recull de textos dins un conjunt titulat Clásicos y modernos. Alguns ja s'havien publicat entre 1905 i 1910 a un diari, sorgint així la problemàtica entre allò que es considerava nou i vell. Azorín estableix un ambient de protesta en el que la gent nova, els nous joves escriptors, comencen a enfrontar-se amb allò que ells consideren vell. Aquest ambient generat per un seguit de circumstàncies que, en principi, i almanco tal com ho planteja Azorín, té molta poca relació amb la producció literària.
A conseqüència d'aquest ambient, generat per circumstàncies històriques, socials, polítiques i econòmiques, un grup de gent nova, segons Azorín grup unit per una determinada espiritualitat, protestarà contra tot allò que consideren vell, i també contra totes aquelles persones i escriptors que formen part d'aquest grup.
Azorín afirma que no pretén realitzar un examen tècnic purament literari, i des d'aquesta perspectiva inventa el concepte de Generació del 98, coneguda també com la generació del desastre, pel moment històric que viu el país. Mostra interés per aquesta literatura de protesta, una literatura regenadora que produiran els homes de la Generació del 98. Encara que deixa clar que aquesta línia regenadora de la literatura no és nova. Però en cap moment fa una distinció entre modernisme i Generació del 98.
En cap moment utilitza aquest concepte de generació com una categoria específica, ho utilitza en un sentit ampli, com un concepte, el significat del qual està sobreentès. I és per això que aquest concepte dins el panorama literari actual és un concepte obsolet.

#### Segons Pedro Salinas
En 1913 Pedro Salinas publica l'article El concepto de la generación literaria aplicado a la generación del 98 on utilitza el concepte genèric d'Azorín com un concepte més específic. Ell arriba a la conclusió que sí que va existir una Generació del 98, però vol oposar les seves característiques amb les del moviment modernista, ja que segons ell, és possible realitzar una diferenciació encara que tots dos moviments sorgeixen per una voluntat de canvi. Però a un tercer article replanteja les seves conclusions i adopta una postura més conciliadora amb conclusions més matitzades, on afirma que Generació del 98 i Modernisme no són realitats tan antagòniques.

#### Segons altres
Ricardo Gullón nega l'existència de la Generació del 98 i les possibles diferències amb el Modernisme.
En conclusió, tots aquests articles només reafirmen la controvèrsia existent entorn del concepte general de generació, i al concepte específic de generació del 98. Però encara que aquest concepte, que va sorgir de la mà d'Azorín, es continua utilitzant dins el panorama literari, no té cap intenció diferenciadora ni separatista en relació amb el modernisme, tots dos es consideren moviments literaris de finals del segle xix.

## Característiques
Els autors de la generació van mantenir, si més no al principi, una estreta amistat i es van oposar a l'Espanya de la Restauració; Pedro Salinas ha analitzat fins a quin punt es poden considerar veritablement una generació historiogràficament parlant. El que és indiscutible és que comparteixen una sèrie de punts en comú:

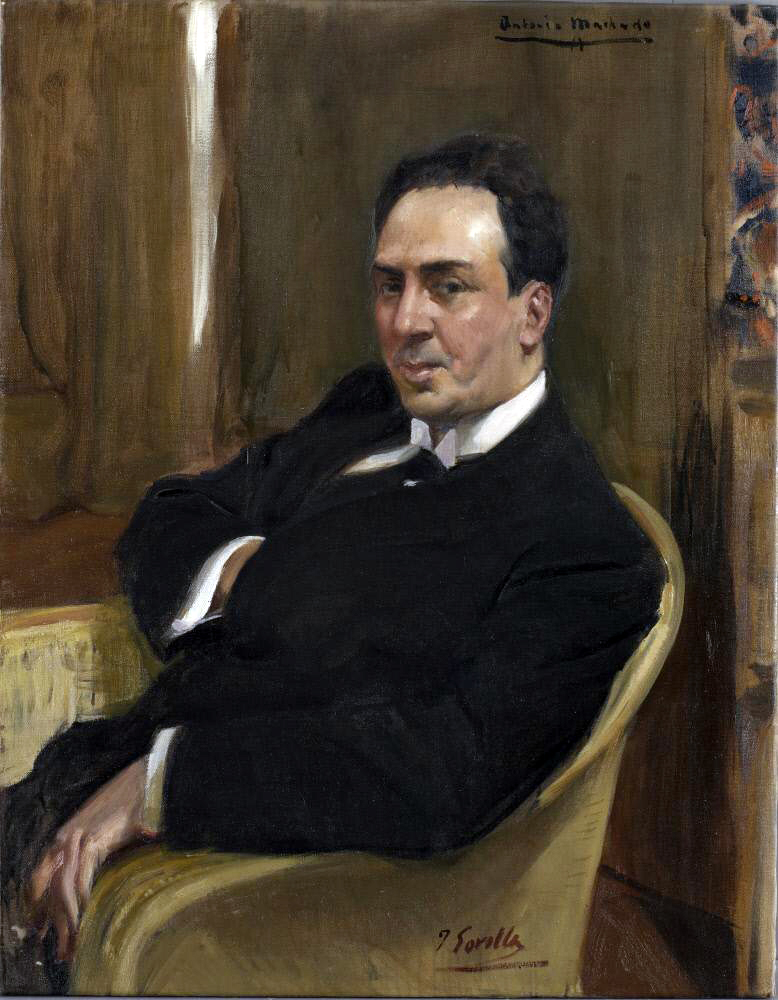
Joaquim Sorolla, Antonio Machado (desembre de 1917). Oli sobre llenç. Hispanic Society of America (Nova York). Sorolla li va regalar a Machado, company seu a la Institució Lliure d'Ensenyament, "com un poema personal".

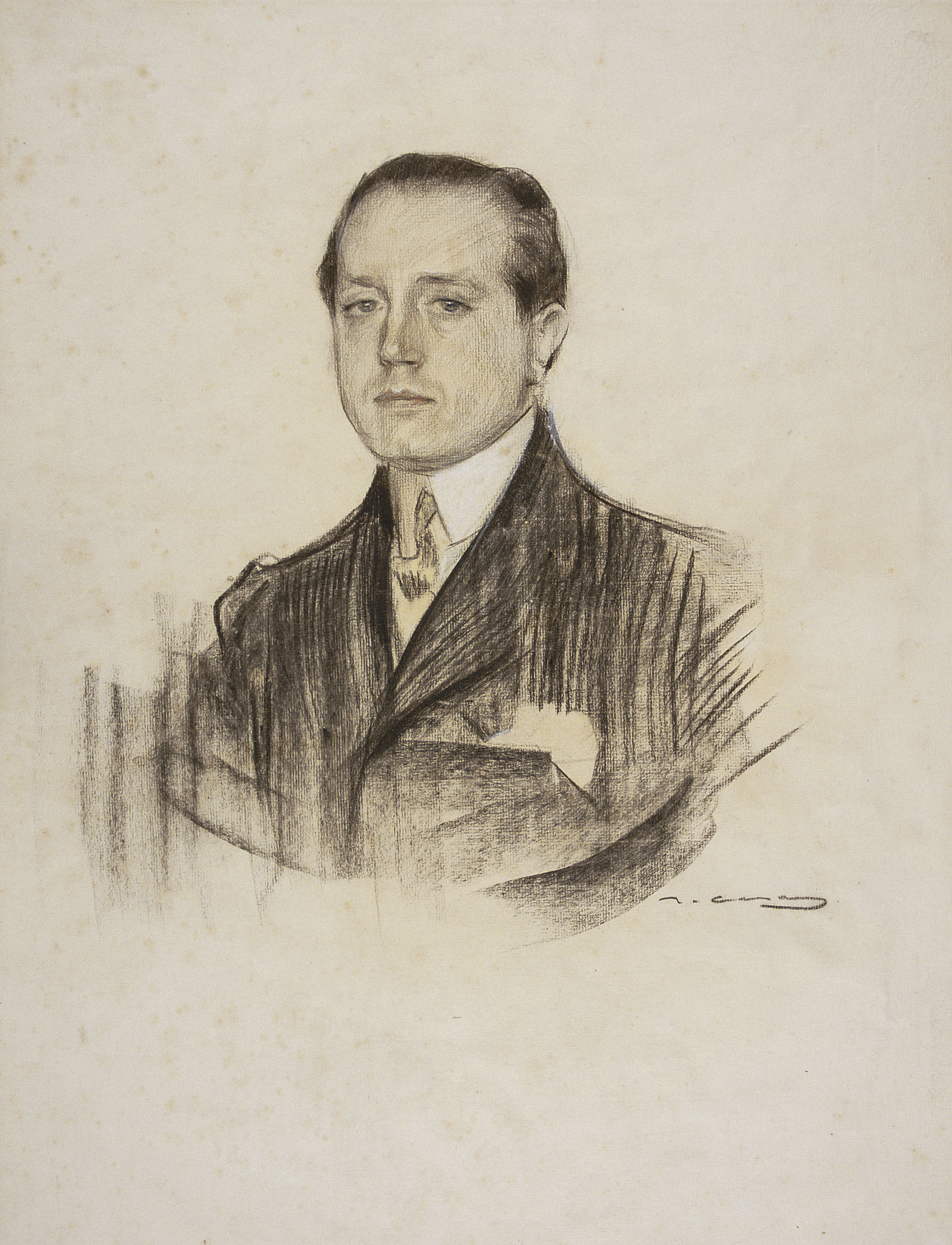
Azorín, retrat de Ramon Casas

- Van distingir entre una Espanya real miserable i una altra Espanya oficial falsa i aparent. La seva preocupació per la identitat espanyol és a l'origen de l'anomenat debat sobre l'ésser d'Espanya, que va continuar encara en les generacions següents.

- Senten un gran interès i amor per la Castella dels pobles abandonats i polsegosos; revaloritzen el paisatge i les tradicions, el llenguatge castís i espontani. Recorren Castella escrivint llibres de viatges, ressusciten i estudien els mites literaris espanyols i el romanç.

- Trenquen i renoven els motlles clàssics dels gèneres literaris, creant noves formes en tots ells. A la narrativa, la nivola unamuniana, la novel·la impressionista i lírica d'Azorín, que experimenta amb l'espai i el temps i fa viure el mateix personatge en diverses èpoques; la novel·la oberta i disgregada de Baroja, influïda pel fulletó, o la novel·la gairebé teatral i cinematogràfica de Valle-Inclán. Al teatre, l'esperpent i l'expressionisme de Valle-Inclán o els drames filosòfics d'Unamuno.

- Rebutgen l'estètica del realisme i el seu estil de frase àmplia, d'elaboració retòrica i de caràcter sovint detallista, preferint un llenguatge més proper a la llengua del carrer, de sintaxi més curta i caràcter impressionista; van recuperar les paraules tradicionals i genuines del camp.

- Van intentar aclimatar a Espanya els corrents filosòfics de l'irracionalisme europeu, en particular de Friedrich Nietzsche (Azorín, Maeztu, Baroja, Unamuno), Arthur Schopenhauer (especialment a Baroja), Sören Kierkegaard (a Unamuno) i Henri Bergson (Antonio Machado).

- El pessimisme[4] és l'actitud més corrent entre ells i l'actitud crítica els fa simpatitzar amb romàntics com Mariano José de Larra, a qui van dedicar un homenatge i Carmen de Burgos, una biografia.

- Ideològicament comparteixen les tesis del regeneracionisme, en particular de Joaquín Costa, que il·lustren de manera artística i subjectiva.

- Ofereixen un caràcter subjectiu a les seves obres. La subjectivitat pren molta importància en la generació del 98 i en el modernisme.

D'una banda, els intel·lectuals més moderns, de vegades secundats pels mateixos autors criticats, sostenien que la generació del 98 es va caracteritzar per un augment de l'egocentrisme, per un precoç i morbós sentiment de frustració, per l'exageració neoromàntica de l'individual i per la seva imitació de les modes europees del moment.
D'altra banda, per als escriptors de l'esquerra revolucionària dels anys trenta, la interpretació negativa de la rebel·lia del 98 s'uneix a una fonamentació ideològica: l'esperit de protesta respon al xarampió juvenil d'un sector de la petita burgesia intel·lectual, condemnat a refluir en una actitud espiritualista i equívoca, nacionalista i antiprogressiva. Ramón J. Sender mantenia encara el 1971 la mateixa tesi (encara que amb supòsits diferents).
Els problemes a l'hora de definir la generació del 98 sempre han estat (i són) nombrosos ja que no es poden abastar la totalitat d'experiències artístiques d'una llarga trajectòria temporal. La realitat del moment era molt complexa i no permet entendre la generació basant-se en la vivència comuna d´uns mateixos fets històrics. Això és degut a un triple motiu:
- La crisi política de finals del segle xix va afectar força més escriptors que els englobats en la generació del 98.

- No es pot restringir l'experiència històrica dels autors nascuts entre el 1864 i el 1875 (dates de naixement d'Unamuno i Machado) al ressentiment nacionalista produït per la pèrdua de les colònies. A més, es consolidava per aquells anys a Espanya una comunitat social i econòmica gairebé moderna.

- L'auge del republicanisme i la pugna anticlerical (1900-1910), així com importants vagues, sindicalisme, mobilitzacions obreres o atemptats anarquistes.

No obstant això, cal preguntar-se, com és que la generació del 98 no va prendre el nom de modernisme, ja que sorgeixen paral·lelament i persegueixen metes semblants.

## Noms de la generació del 98
Entre els integrants més significatius d'aquest grup podem citar Ángel Ganivet; Miguel de Unamuno, Enrique de Mesa, Ramiro de Maeztu, Azorín, Antonio Machado, els germans Pío i Ricardo Baroja, Ramón María del Valle-Inclán i el filòleg Ramón Menéndez Pidal. Alguns hi inclouen també Vicente Blasco Ibáñez, que per la seva estètica pot considerar-se més aviat com un escriptor del Naturalisme, així com al dramaturg Jacinto Benavente. No s'hi ha d'incloure José Ortega y Gasset, que és considerat gairebé unànimement com a part del Noucentisme.
Artistes d'altres disciplines també poden considerar-se dins d'aquesta estètica, com ara els pintors Ignacio Zuloaga i Ricardo Baroja, aquest últim, també escriptor. Entre els músics destaquen Isaac Albéniz i Enric Granados.
La majoria dels textos escrits durant aquesta època literària es produïren en el període immediatament posterior a 1910, i estan sempre marcats per l'autojustificació dels radicalismes i rebel·lions juvenils (Machado en els últims poemes incorporats a Campos de Castilla, Unamuno en els seus articules escrits durant la I Guerra Mundial o a l'obra d'assaig de Pío Baroja).